# Baszta Morze Czerwone

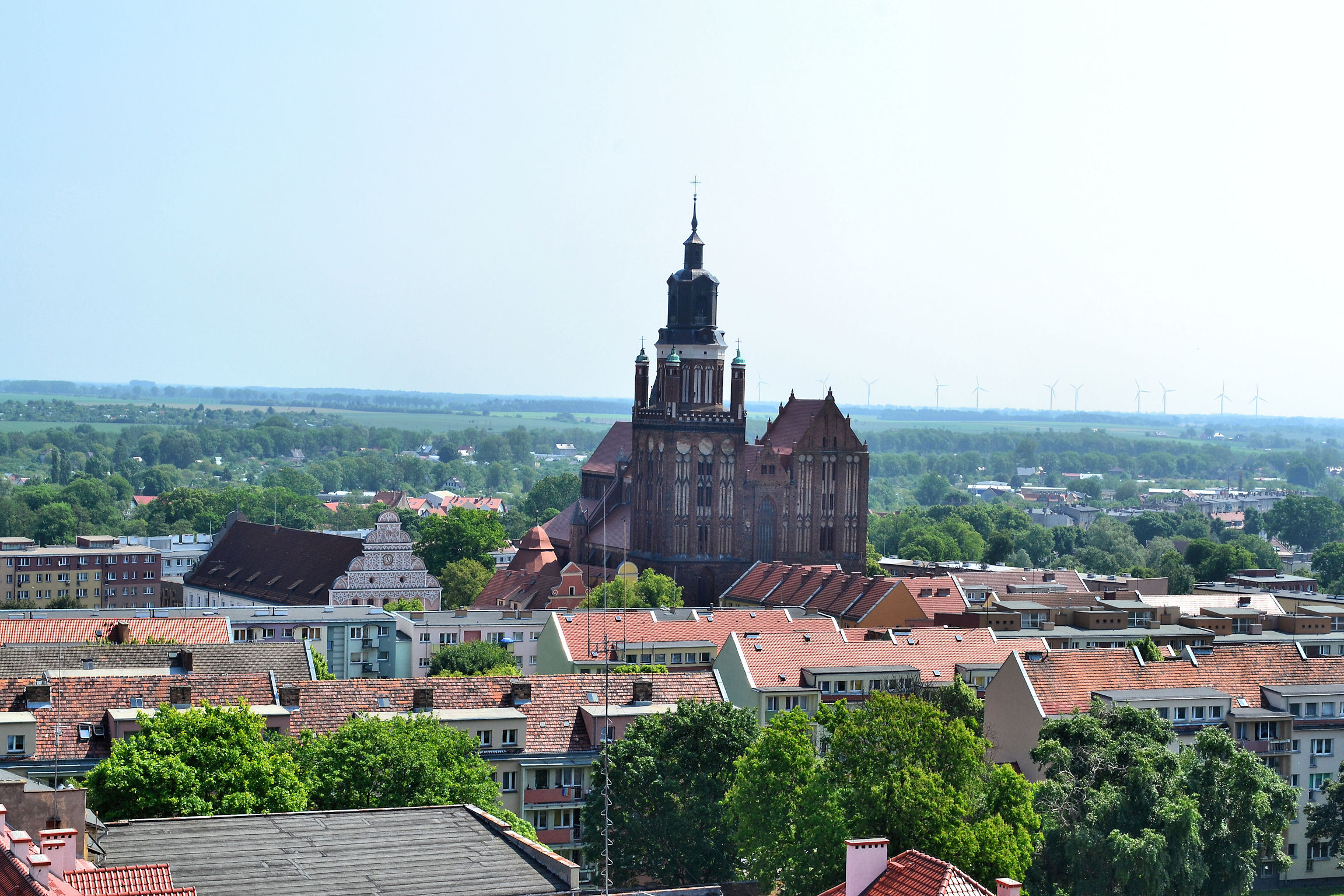
Widok z baszty Morze Czerwone

Baszta Morze Czerwone w Stargardzie – gotycka baszta, będąca częścią obwarowań miejskich w Stargardzie. Znajduje się przy skrzyżowaniu ulic Warownej i W. Łokietka na Starym Mieście. Powstała w II poł. XIV w. Ma 34 m wysokości. Baszta Morze Czerwone, kolegiata Mariacka i pozostałe mury obronne rozporządzeniem Prezydenta RP z dnia 17 września 2010 została uznana za pomnik historii.

## Historia
Baszta została zbudowana w II połowie XIV wieku i należała do szczytowych osiągnięć średniowiecznej architektury obronnej na Pomorzu.
Na poziomie I piętra, od strony wewnętrznej obwarowań, znajduje się wejście na basztę, udostępniane w okresie letnim dla turystów.

## Pochodzenie nazwy
Nazwę baszty Morze Czerwone wyjaśniają podania, mówiące o tym, że w czasie wojny trzydziestoletniej (1618–1648) w jej pobliżu rozegrały się walki, powodujące rozlew morza krwi. Inne legendy mówią o zrzucaniu skazańców ze szczytu wieży, po których zostawały czerwone ślady. Bardziej prawdopodobne jest pochodzenie nazwy od rdzawych mokradeł, istniejących w tej okolicy jeszcze przed wybudowaniem baszty.

## Architektura
Wysoka na 34 m, opiera się na prostokątnym, kamiennym cokole o wymiarach 8 x 9 m. jej środkowy trzon ma kształt cylindra z cegły o tzw. wiązaniu polskim, na którym są widoczne dekoracje w postaci rombów z glazurowanej cegły. Baszta Morze Czerwone posiada trzy tarasy widokowe, z których dwa górne zwieńczone krenelażem. Wewnątrz można wyodrębnić osiem poziomów połączonych schodami, których funkcję niegdyś pełniły drabiny.
Na każdym poziomie znajdują się okienka – szczeliny, służące do obserwacji i ostrzału. Na zewnętrznej elewacji rozstaw tych okienek tworzy szachownicę. Szczyt baszty zwieńcza ceglany, ośmioboczny ostrosłup.
W podstawie baszty znajdował się wcześniej loch więzienny, do którego wejście prowadziło z drugiej kondygnacji. Kształt tego lochu jest dobrze widoczny w przejściu, przebitym w 1860 roku, w czworobocznej podstawie baszty. Na wysokości murów, od strony zachodniej, znajdowała się platforma do ustawiania armat.